# Национални парк Ливонде
Национални парк Ливонде, такође познат и као Ливонде резерват природе је национални парк стациониран у јужном делу Малавија, у непосредној близини границе са Мозамбиком. Парк је основан 1973. године, а њиме од августа 2015. године управља непрофитна организација за очување животне средине Афрички паркови.

## Опис и географија парка
Ливонде се налази у Јужном региону у Малавију, јужно од језера Малави, близу границе са Мозамбиком. Протеже се унутар Мачинга и Мангочи дистрикта. Западну границу парка чини Балака дистрикт. Парк се протеже на 548 km², а његова станишта су шуме и влажне саване. Кроз парк пролази река Шире и језеро Маломбе.
Парком управља непрофитна организација Афрички паркови, у сарадњи са локалним заједницама представљеним као Удружење за очување Националног парка ливоде и 31. сеоским одбором за природне ресурсе. Године 2015. границе парка су потврђене и проширене.

## Историја
Парк је основан 1973. године. Након његовог оснивања, многи локални становници били су присиљени да нађу нова уточишта изван граница националног парка, што је резултирало високој густини насељености на периферијама парка. Пре него што је створен национални парк, земиљиште је коришћено за пољопривреду, од чега су живели готово сви мештани. Највише се гајио памук, кукуруз, дуван и пиринач, живели су и од риболова.
Руководство над Националним парком Ливонде преузела је непрофина организација Афрички паркови у августу 2015. године, након што их је овластио Малави одељење за заштиту животне средине. Обнова ограде у парку била је главни приоритет организације, како би се смањио лов и сукоб између људи и дивљих животиња, држањем животиња у границама Ливондеа. Ограђивање парка коштало је 1,6 милиона америчких долара и требало је 18 месеци да се заврши. Организација УСАКОЛ је 2015. године донирала 8,3 милиона америчких долара из програма за развој Уједињених нација, за очување парка. Радови су трајали од априла до децембра, а водили су их организације УСАКОЛ И ЦРБРНМ, које су део Координационе уније за рехабилитацију животне средине. Према националном координатору ЦБНРМ-а, пројекат је подстакао локалне заједнице да учествују у очувању и управљању природним ресурсима.

## Фауна
На простору националног парка живи више од 12.000 великих сисара и више од 380 врста птица. Неки од великих сисара који настањују парк су афрички биво, антилопа (укљчујући еланд антилопу, сабљасту антилопу и мочварну антилопу), бабун, црни носорог, Tragelaphus sylvaticus, слон, нилски коњ, куду, мајмун и Phacochoerus. Парк је дом за десетине других врста сисара, као што је и крокодил.
Управа парка била је веома активна у напорима за спас појединих животињских врста и програмима пресељења животиња. Од 1990. године велики број црних носорога, слонова и зебри пресељено је у или из парка из многобројних разлога. Према попису и истрживањеу парка 2011. године, забележено је око 545 слонова, 506 бизона, 491 самур, 3159 мочварне антилопе, 1526 импала, 1269 брадавичастих свиња и 1942 нилска коња. Према Си-Ен-Ену, у парку је 2017. године било 800 слонова.

### Слонови
Парк је познат по то што нуди туристичко посматрање слонова. Организација Афрички паркови помогла је у премештању 70 слонова из Националног парка Ливонде и града Мангочија у резерват природе Мажет, 2008. године У периоду од јуна до августа 2016. и 2017. године, Афрички паркови преселили су око 500 слонова и з Ливонде и Мажета у резерват дивљине Нотакота, а још 34 слона из Ливоде у Национални парк Ника. Пројекат вредан 1,6 милиона америчких долара финансирале су Вис и Лотериј фондације. Након пресељења слонова, Афрички паркови су пријавили да је 2016. године на простору Ловондеа живело 578 слонова.

### Црни носорог
Године 1993. пар црних носорога премештен је из Јужноафричке Републике у Ливонде. Први црни носорог родио се у парку 1996. године, а 1998. године у парк је пресељен још један пар, а 1999. године рођен још један црни носорог. Управа парка је својим напорима довела до раста бројних других животињских врста, нарочито еланд антилопе, бизона, лихтенштајновог хартбиста, зебре и коњске антилопе, што је омогућавало да се неке од тих врста преселе у друге паркове, где има мање животиња, посебно у Национални парк Касунгу.

### Велике мачке
У мају 2017. године, организација Афрички паркови преселила је четири гепарда из Јужноафричке Републике у парк, а они су били први герарди у Малавију у претходних двадесет година. Две женке и два мужјака гепарда пуштена су на подручје Националног парка Ливонде, а последњи гепарди овај простор настањивали су последњи пут у 19. веку.
Званичници парка Ливонде надали су се да ће 2012. године добити женке лавова. Последњи виђени мушки лав на простору парка примећен је 2015. године. У фебруару 2018. године, Афрички паркови преселила су два мужјака лава из Мажете у Национални парк Ливонде. Холандаска Влада и Фонд за опоравак лавова у дивљини помогли су пресељење, а планирано је да се у парку уведе још дванаест лавова из Јужноафричке Републике.

### Птице
Простор парка настањује више од 380 врста птица, укљчујући врсте Poicephalus cryptoxanthus, Lybius melanopterus, Batis soror, Falco dickinsoni, Agapornis lilianae, Merops boehmi, Coracias spatulatus, Lophoceros pallidirostris, Turdus libonyana, Myrmecocichla arnotti, Cinnyris talatala, Crithagra mennelli, Vidua obtusa, Lamprotornis mevesii и многе друге. Парк је једина локација на Малавију где су пронађене врсте Agapornis lilianae и Lybius melanopterus. Четири врсте супова биле су присутне у парку осамдесетих година 20. века, али због масовног тровања, парк данас настањује само лешинар палмовог ораха.
Године 2011. организација BirdLife International прикупили су новчана средства за истраживање и праћене угрожене врсте папагаја Agapornis lilianae, која настањује парк. Чувари парка и студенти радили су са друштвом за заштиту животне средине у Малавију како би истражили птице грабљивице у Ливондеу, 2012. године. У више наврата захтевала се забрана лова птица, нарочито врсте Agapornis lilianae, али су они одбијени.

## Флора
Најраспрострањенија велика биљна врста у парку је Colophospermum mopane. Врсте попут епифитичке орхидеје и Microcoelia ornithocephala су готово ендемичне у, а пописане су на Самбаниевом брду унутар парка. Остале пописане биљне врсте у парку укључују врсте акација, миомбо, Albizia, баобаб, Vachellia xanthophloea, Borassus flabellifer, капар, Hyphaene coriacea, Kigelia africana и многе друге врсте.

## Конфликти између људи и животиња
Интеракције између људи и животиња у парку и његовој околини резултирале су великим сукобима људи, посебно са слоновима. Године 2003. британска медицинска сестра која је била волонтер у парку, погинула је током стапмеда слонова. Године 2015. ловци су убили најмање два слона и ухватили носорога у жичану замку, а касније је ипак спашен. Званичници парк акористили су авион да надгледају парк и суседне подручја, како би уочили ловце или риболовце. У септембру 2015. године званичници парка потврдили су смрт троје ловокрадица и четири човека који су радили у оквиру организације националног парка.
Педесет слонова и два носорога убијени су од стране ловаца у парку, у периоду од 2014. до 2017. године. Спроведено је више од 100 хапшења, а у парку постављено око 40 км жице, како би се онемогућио прелазак у њега. У периоду од 2016. до 2017. године, за Национални парк Ливонде издвојено је 5 милиона америчких долара од стране Светске фондације за природу и Гугла, како би се купиле беспилотне летелице које би помагале у заштити животињског света у парку.

## Економија
Туризам чини 97% укупног прихода које остварује парк. Најближи град парка је Ливонде, а постоји више доказа да економске предности парка имају велике утације и изван његових граница. Парк има многе карактеристике одмаралишта, а у њему постоје и мања предузећа.
Пре ограђивања парка, околни мештани залагали су се за његово ограђивање, тврдивши да су животиње изласком из паркова оштећивале њихове усеве.

## Очување станишта
Организација за заштиту слепих мишева започела је истраживање у Националном парку Ливонде, 2014. године и радила са парком на националном програму праћења слепих мишева и процени њихове популације до 2016. године. Организација за истраживање месождера Малавија радила ја са парком на процени броја месождера, нарочито на процени популације хијена, до 2016. године.
Програм заштите Националног парка Ливанде има за циљ да побољша управљање парком и повећа сигурност заједнице, као и да успостави сарадњу са осталим организацијама за добробит животињских и биљних врста. Пројекти су обухватали и узгој риба, биљних и животињских врста, као и пројекте који би помогли заштити копнених и водених врста на простору парка, односно сузбијања лова и риблова.